# مقبرة جنكيز خان

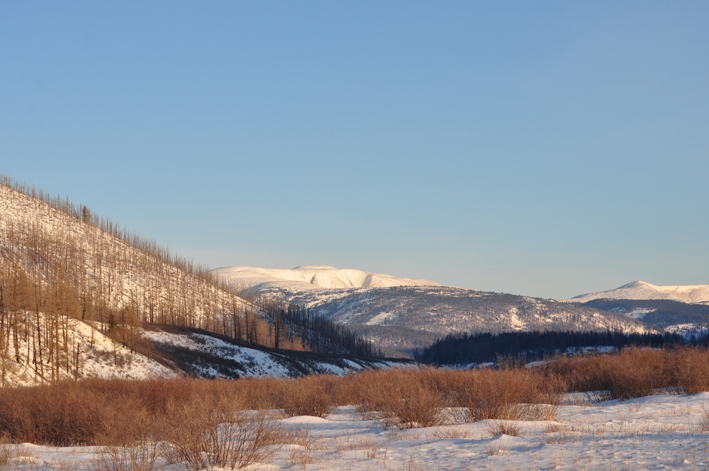
برخان خلدون هو جبل مقدس في الثقافة المغولية وقد كرمه جنكيز خان

كان موقع قبر جنكيز خان (توفي في 18 أغسطس 1227 م) موضع الكثير من التكهنات والبحث. لا يزال الموقع غير مكتشف، على الرغم من كون الموقع الأكثر ترجيحًا يقع في مكان ما بالقرب من جبل المغول المقدس برخان خلدون في سلسلة جبال خينتي.

## الحسابات التاريخية

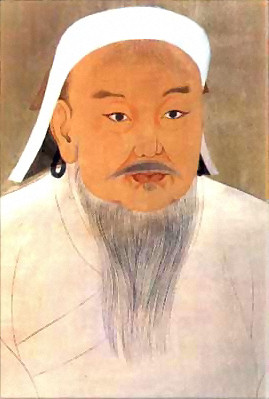
صورة تقريبية لجنكيز خان في متحف القصر الوطني في تايبيه، تايوان

### طلبات جنكيز خان
طلب جنكيز خان أن يُدفن بدون أي علامة. بعد وفاته، أعيد جثمانه إلى منغوليا. ضريح جنكيز خان هو معبد مخصص لجنكيز خان في منغوليا الداخلية الحديثة، ولكن ليس موقع دفنه.

### أساطير الدفن
وفقًا للأسطورة، حضر 2000 شخص مراسيم جنازته وبعد ذلك قُتلوا على يد جيشه. ثم قُتل هذا الجيش على يد مرافقيه، وقتل الحارس أي شخص وأي شيء عبر طريقهم، لإخفاء مكان دفنه. أخيرًا، تقول الأسطورة أنهم عندما وصلوا إلى وجهتهم انتحروا. رواه ماركو بولو، على الرغم من عدم ظهوره في المصادر المعاصرة. علاوة على ذلك، تقول الأسطورة أنه وبعد اكتمال بناء القبر، ذُبِح العبيد الذين بنوها، ثم قتل الجنود الذين قتلوهم أيضًا. وهكذا مات كل من عرف الموقع.
يقول الفولكلور أنه تم تحويل مجرى نهر فوق قبره لجعل من المستحيل العثور عليه (مرددًا طريقة دفن الملك السومري جلجامش من أوروك أو زعيم القوط الغربيين ألاريك). وتقول روايات أخرى إن قبره تم دهسه من قبل العديد من الخيول، وأن الأشجار زرعت بعد ذلك فوق الموقع، وأن التربة الصقيعية لعبت أيضًا دورها في إخفاء موقع الدفن. يدعي إردني طوبشي (1662) أن نعش جنكيز خان ربما كان فارغًا عند وصوله إلى منغوليا. وبالمثل، يؤكد ألتان توبشي (1604) أن قميصه وخيمته وحذاءه فقط هم من دُفِنوا في نهر أوردوس (راتشنيفسكي، ص. 143). تيرنبول (2003، ص. 24) يروي أسطورة أخرى تم فيها إعادة اكتشاف القبر بعد 30 عامًا من وفاة جنكيز خان. وفقًا لهذه الحكاية، تم دفن جمل صغير مع الخان، وتم العثور على والدة الجمل فيما بعد تبكي عند قبر صغارها.

### حسابات لاحقة
كتب ماركو بولو أنه حتى أواخر القرن الثالث عشر، لم يعرف المغول مكان القبر. التاريخ السري للمغول هو عام وفاة جنكيز خان ولكن لا توجد معلومات تتعلق بدفنه. في كتابه «رحلات ماركو بولو»، كتب أنه «كانت عادة ثابتة، أن يتم نقل جميع الخانات الكبرى ورؤساء عرق جنكيز خان للدفن في جبل مرتفع معين اسمه ألتاي، أو في أي مكان قد يموتون فيه، على الرغم من أنه يجب أن يكون على مسافة رحلة تستغرق مائة يوم أو يتم نقلهم إلى هناك».
كتب ماركو بولو عن وفاة جنكيز خان:
تشير الدراسات الحديثة إلى أن مكان دفن جنكيز خان يقع في مكان ما بالقرب من جبل المغول المقدس بورخان خلدون (تقريبًا 48°30′N 108°42′E / 48.5°N 108.7°E). هنا ذهب جنكيز خان للصلاة قبل الشروع في حياته بالغزو، وبعد صعود الإمبراطورية المغولية، لم يُسمح إلا للعائلة المالكة المغولية أو العائلة الذهبية، بالدخول إلى المنطقة المحيطة، والتي أصبحت تُعرف باسم المحرمات الكبرى. إجمالاً، أغلق المغول مساحة 240 كيلومتراً مربعاً، وكان التعدي على ممتلكات الغير يُعاقب عليه بالإعدام. حتى خلال الحقبة السوفيتية، ظلت المنطقة مغلقة خوفًا من أن يصبح الجبل مرة أخرى موقعًا للحج أو مركزًا للهوية الوطنية المغولية. فقط خلال السنوات العشرين الماضية كانت المنطقة مفتوحة لعلماء الآثار الغربيين.
وفقًا لتقاليد سلالة يوان، أحد أجزاء الإمبراطورية المغولية التي حكمت الصين، تم دفن جميع الخانات العظيمة للمغول حول منطقة مقبرة جنكيز خان. كان اسم الموقع باللغة الصينية وادي تشينيان (起輦谷). ومع ذلك، لم يتم ذكر الموقع الملموس للوادي في أي وثائق.

## البحث
كانت هناك شائعات تتعلق بمعيار يحتوي على أدلة للموقع أزاله السوفييت من دير بوذي في عام 1937، وشائعات بشأن لعنة أدت إلى وفاة اثنين من علماء الآثار الفرنسيين (يمكن مقارنتها بلعنة قبر تيمورلنك، غور أمير).[بحاجة لمصدر] في 10 مايو 1920، كان الدبلوماسي الفرنسي سانت جون بيرس جزءًا من أول رحلة استكشافية عبر منغوليا مع المدير العام للبريد الصيني، هنري بيكار ديستيلان والدكتور جان أوغستين بوسيير، على خطى جنكيز خان.
في 6 أكتوبر 2004، تم اكتشاف قصر جنكيز خان، مما قد يجعل من الممكن العثور على موقع دفنه.
كرس عالم الآثار موري كرافيتز 40 عامًا من أجل البحث عن القبر. في رواية اليسوعي الفرنسي، وجد إشارة إلى معركة مبكرة فاز فيها جنكيز خان، في ذلك الوقت المعروف باسم تيموجين، بانتصار حاسم.  وفقًا لهذا المصدر، فقد اختار التقاء نهري خيرلين و«بروشي»، مع برخان خلدون على الجانب الأيمن، وبعد فوزه، قال تيموجين إن هذا المكان سيكون المفضل لديه إلى الأبد. كرافيتز كان مقتنعًا بأن قبر تيموجين سيكون بالقرب من ساحة المعركة تلك، حاول العثور على نهر «بروشي»، الذي تبين أنه غير معروف لرسامي الخرائط. ومع ذلك، فقد اكتشف أسماء المواقع الجغرافية؛ «بارون بروخ» («بروخ الغربي»)، في المنطقة المعنية واعتبارًا من عام 2006 كانت تجري حفريات هناك، حوالي 100 كيلومتر (62 ميل) شرق برخان خلدون (48°N 110°E / 48°N 110°E، منطقة بيانبولاج الأوسع). توفي موري كرافيتز في عام 2012، دون العثور على القبر.
يقود ألبرت يو مين لين جهدًا دوليًا للتعهيد الجماعي: يحاول مشروع وادي خان اكتشاف قبر جنكيز خان بزعم استخدام تكنولوجيا غير حفرية في هذه المنطقة. يستخدم فريقه منصات تقنية للاستشعار عن بعد الأرضي والجوي والأقمار الصناعية. أكسبته حمايتهم لمنطقة منغوليا من خلال التحقيق، جائزة «مغامر العام في اختيار القراء لعام 2010» لمجلة National Geographic Adventure.
في يناير 2015، أقامت جامعة كاليفورنيا، سان دييغو مشروعًا تطلب من أي شخص مهتم بوضع علامات على المواقع المحتملة للدفن من خلال الصور المأخوذة من الفضاء.
في عامي 2015 و 2016، قامت بعثتان بقيادة عالم الآثار الفرنسي بيير هنري جيسكار، المتخصص في علم الآثار المنغولي، ورافاييل أوتفورت، المتخصص في التصوير العلمي، حول جبال خينتي (شمال شرق منغوليا) لدعم نظرية قمة جبل برخان خلدون. أظهر تحليلهم الذي تم إجراؤه باستخدام طائرات بدون طيار، أن 250 متر (820 قدم) - المدفن الطويل من أصل بشري وربما تم بناؤه على نموذج المقابر الإمبراطورية الصينية الموجودة في مدينة شيان. بالإضافة إلى ذلك، تشير البعثة إلى أن هذا التل لا يزال موضوعًا للطقوس الدينية وحج السكان المحيطين به.  لم تؤد هذه الرحلة الاستكشافية إلى أي منشور علمي لأنها صدرت دون تصريح ودون إبلاغ السلطات المحلية. في الواقع، إلى جانب حقيقة أن الوصول إلى المنطقة المحيطة ببرخان خلدون يخضع لرقابة صارمة، فإن قدسية القبر بالنسبة للحكومة المنغولية والسكان تجعل من المستحيل استكشافها. ذكر بيير هنري جيسكار أنه قد يتم نشر المزيد من التفاصيل حول بحثه بعد وفاته.